# 안토니오 다마지오

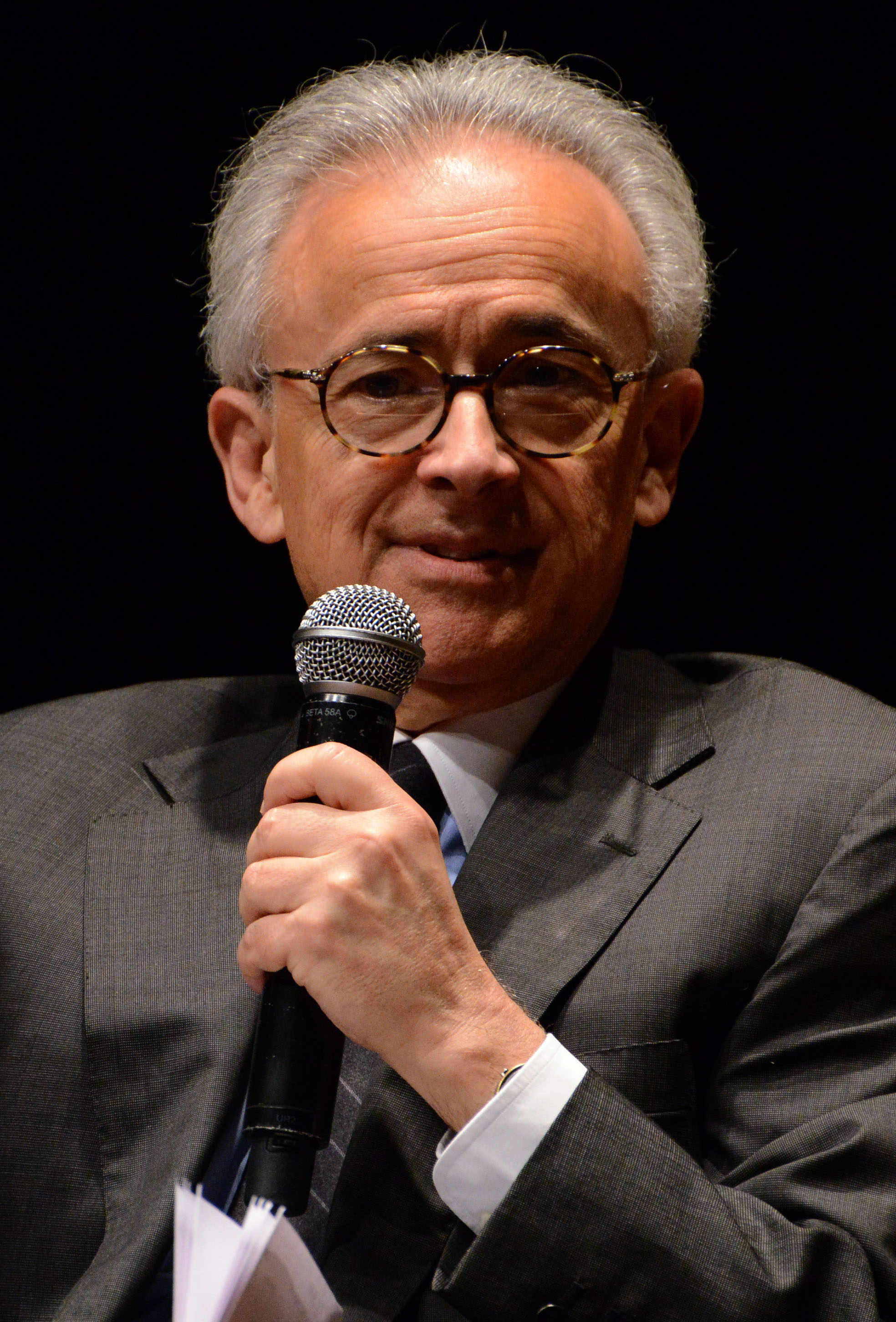

안토니오 다마지오(Antonio Damasio)는 포르투갈계 미국인 신경과학자이다. 그는 현재 서던캘리포니아 대학교의 신경과학 석좌교수이자 심리학, 철학, 신경학 교수이자 소크 연구소의 겸임교수이다. 그는 이전에 20년 동안 아이오와 대학교에서 신경과 학장을 역임했다. 다마지오는 여러 권의 책을 저술했다. 신경과학에 대한 다마지오의 연구는 감정이 사회적 인지와 의사결정에 중심적인 역할을 한다는 것을 보여주었다.
1960년대에 다마지오는 리스본 대학교 의과대학에서 의학을 공부했으며, 그곳에서 신경과 레지던트도 했으며 1974년에 박사 학위를 마쳤다. 그의 연구의 일부로 그는 보스턴에 있는 실어증 연구 센터의 노먼 게슈윈드의 감독하에 행동 신경학을 연구했다.
다마지오의 주요 분야는 신경 생물학, 특히 감정, 의사 결정, 기억, 언어 및 의식의 기초가 되는 신경 시스템이다. 다마지오는 감정이 높은 수준의 인지에서 중요한 역할을 한다고 믿을 수 있다. 이는 심리학, 신경과학 및 철학에서 지배적인 20세기 관점에 반대되는 아이디어이다.
다마지오는 신체 표지 가설을 공식화했다. 감정과 감정의 생물학적 토대가 의사 결정(긍정적, 부정적, 종종 무의식적으로)에 어떻게 관여하는지에 대한 이론이다. 감정은 사회적 인지의 구성을 위한 발판을 제공하고 의식을 뒷받침하는 자기 과정에 필요하다.
체세포 표지 가설은 미국과 유럽의 실험실에서 수행된 많은 신경과학 실험에 영감을 주었고 현대 과학과 철학에 큰 영향을 미쳤다. 다마지오는 Institute for Scientific Information에서 지난 10년 동안 가장 많이 인용된 연구원 중 하나로 선정되었다. 도덕적 결정, 신경 경제학, 사회적 의사 소통 및 약물 중독의 생물학에 대한 현재 작업은 다마지오의 가설에 큰 영향을 받았다.  2014년 과학 심리학 기록 보관소(Archives of Scientific Psychology)에 게재된 기사에서 다마시오는 현대 시대의 가장 저명한 심리학자 100인 중 한 명으로 선정되었다. (Diener et al. 과학 심리학 기록 보관소, 2014, 2, 20–32). Sciences Humaines 의 6~7월호는 다마지오를 지난 2세기 동안 인문학 분야의 핵심 사상가 50인 목록에 포함시켰다.
다마지오는 또한 감정이 항상성 조절의 일부이며 보상/처벌 메커니즘에 뿌리를 두고 있다고 제안했다. 그는 신체 상태의 판독으로서 감정에 대한 윌리엄 제임스의 관점을 회복했지만, 감정의 기질이 실제보다 시뮬레이션되도록 허용하는 "as-if-body-loop" 장치로 확장했다(시뮬레이션 프로세스를 예고함 나중에 거울 뉴런에 의해 밝혀짐). 그는 섬 피질 이 감정에 대한 중요한 플랫폼이라는 것을 실험적으로 입증했으며, 이 발견은 광범위하게 복제되었으며 복내측 전전두엽 피질 및 편도체와 같은 인간의 감정에 대한 피질 및 피질하 유도 부위를 발견했다. 그는 또한 섬 피질이 감정에 중요한 역할을 하지만 감정이 일어날 필요는 없다는 것을 보여 주어 뇌간 구조가 감정 과정에서 기본적인 역할을 한다는 것을 시사했다.
그는 감정의 신경 기반을 계속 조사했으며 섬 피질이 이 과정의 주요 기질이지만 배타적이지 않다는 것을 보여 주어 뇌간 핵도 중요한 플랫폼임을 시사한다. 그는 감정을 지각의 필수 기초로 간주한다.
또 다른 개발에서 다마지오는 학습 및 회상이 의존하는 피질 구조가 특정 노드에 수렴하는 축삭 투영의 여러 계층적으로 조직화된 루프를 포함하며, 이 루프에서 투영이 수렴의 시작점( 수렴-발산 영역 )으로 발산한다고 제안했다. 이 구조는 기억 과정과 정신 내용의 접근과 관련된 의식 측면의 이해에 적용할 수 있다.

## 같이 보기
- 뇌섬엽
- 조셉 르두